# Futbola klubs Metta
Il Futbola klubs Metta, noto dal 2007 al 2018 col nome di Futbola Skola Metta/Latvijas Universitāte, meglio noto come Metta/LU, è una società calcistica lettone con sede nella capitale Riga, fondata nel 2006. Dalla stagione 2012 milita in Virslīga, massima divisione del Campionato lettone di calcio.

## Storia
La società Futbola Skola Metta è stata fondata il 2 maggio 2006 anche se l'attività giovanile è iniziata all'inizio degli anni duemila. Nel 2007 iniziò la collaborazione con l'Università della Lettonia (Latvijas Universitāte in lettone) e venne creata la FS Metta/Latvijas Universitāte che partecipò al campionato di 1. Līga, secondo livello del calcio nazionale. La maggior parte dei giocatori è composta da studenti universitari o delle scuole superiori; l'obiettivo del club è infatti quello di permettere ai giovani di praticare lo sport ad alto livello permettendo il prosieguo degli studi.
Esordiente in 1. Līga 2007, terminò il campionato al quarto posto e dopo quattro stagioni concluse nella parte medio-alta della classifica, nel 2011 vinse il campionato ottenendo la promozione in Virslīga.
In Virslīga si è sempre piazzato nella seconda parte della classifica e nelle ultime sei stagioni (dal 2013 al 2018) ha dovuto vincere lo spareggio contro la seconda di 1. Līga per rimanere nella massima serie, obiettivo sempre riuscito con cinque avversari diversi (nell'ordine Gulbene, Rezeknes, Valmiera, Olaine per due anni e Super Nova). Nel 2019 arriva all'ultimo posto, ma per l'ampliamento del campionato invece della retrocessione diretta passa ancora una volta per lo spareggio, dove incontra e sconfigge nuovamente il Super Nova.
In 2020 si classifica al nono e penultimo posto, che avrebbe significato l'ennesimo spareggio contro la seconda della 1. Līga, l'Auda Ķekava; tuttavia, a causa delle restrizioni per la pandemia di COVID-19, questo non viene disputato ed entrambe le squadre rimangono nelle rispettive categorie
Nel 2021 arriva settimo, ultimo tra le squadre che hanno concluso il campionato dopo i ritiri di Ventspils e Noah Jūrmala. Nel 2022, dopo essersi piazzato penultimo davanti al Super Nova, si salva nuovamente con uno spareggio, battendo in questo caso il Grobiņa.

## Stadio
Il club disputa le partite interne nello Stadions Arkādija, impianto dotato di terreno artificiale con una capienza di 650 spettatori situato nel parco cittadino omonimo.

## Organico

### Rosa 2020
| N. |                      | Ruolo | Calciatore             |
| -- | -------------------- | ----- | ---------------------- |
| 1  | Lettonia (bandiera)  | P     | Helmuts Saulītis       |
| 2  | Lettonia (bandiera)  | D     | Gabriels Kirkils       |
| 3  | Lettonia (bandiera)  | D     | Normunds Uldriķis      |
| 4  | Brasile (bandiera)   | D     | Franklin Joseph        |
| 5  | Lettonia (bandiera)  | D     | Daniels Fedorovičs     |
| 6  | Lettonia (bandiera)  | C     | Oskars Vientiess       |
| 7  | Nigeria (bandiera)   | D     | Lukman Zakari          |
| 8  | Lettonia (bandiera)  | C     | Rihards Ozoliņš        |
| 9  | Lettonia (bandiera)  | A     | Raimonds Krollis       |
| 10 | Norvegia (bandiera)  | C     | Alban Kadriu           |
| 11 | Sudafrica (bandiera) | A     | Kgotso Masangane       |
| 13 | Lettonia (bandiera)  | D     | Krists Kristers Gulbis |
| 14 | Svezia (bandiera)    | A     | Sylvin Kayembe         |

| N. |                     | Ruolo | Calciatore          |
| -- | ------------------- | ----- | ------------------- |
| 15 | Lettonia (bandiera) | D     | Rendijs Šibass      |
| 18 | Lettonia (bandiera) | A     | Matīss Zēģele       |
| 19 | Lettonia (bandiera) | A     | Artjoms Puzirevskis |
| 20 | Canada (bandiera)   | C     | Benson Fazili       |
| 21 | Lettonia (bandiera) | C     | Iļja Korotkovs      |
| 22 | Lettonia (bandiera) | D     | Jegors Novikovs     |
| 23 | Lettonia (bandiera) | A     | Aleksejs Krjukovičs |
| 24 | Lettonia (bandiera) | P     | Jānis Beks          |
| 25 | Lettonia (bandiera) | C     | Renārs Guliaks      |
| 26 | Lettonia (bandiera) | A     | Bruno Melnis        |
| 27 | Lettonia (bandiera) | D     | Emīls Birka         |
| 28 | Lettonia (bandiera) | D     | Roberts Ķipsts      |

## Palmarès

### Competizioni nazionali
- 1. Līga: 1

2011

### Altri piazzamenti
- Coppa di Lettonia:

Semifinalista: 2018
- Coppa di Lega lettone:

Semifinalista: 2018

## Statistiche e record

### Partecipazioni ai campionati
| Livello | Categoria | Partecipazioni | Debutto | Ultima stagione | Totale |
| ------- | --------- | -------------- | ------- | --------------- | ------ |
| 1º      | Virslīga  | 12             | 2012    | 2023            | 12     |
| 2º      | 1. Līga   | 5              | 2007    | 2011            | 5      |